# Argostemma stellatum
Argostemma stellatum är en måreväxtart som beskrevs av William Grant Craib. Argostemma stellatum ingår i släktet Argostemma och familjen måreväxter. Inga underarter finns listade i Catalogue of Life.